# انگلیسی دوبلینی

پرچم دوبلین

انگلیسی دوبلینی به انواع متنوعی از انگلیسی ایرلندی گفته می‌شود که در منطقه شهری دوبلین، پایتخت جمهوری ایرلند صحبت می‌شوند. انگلیسی دوبلینی امروزی عمدتاً بر روی یک پیوستار واج‌شناختی بین دو حالت افراطی قرار دارد (عمدتاً یک تمایز لهجه گسترده در برابر عمومی). لهجه محلی دوبلین که سنتی‌تر، با ارج پایین‌تر و مربوط به طبقه کارگر و محلی هاست، از یک سو و از سوی دیگر، لهجه‌ای که اخیراً در حال توسعه است، با ارج بالاتر و به‌طور گسترده‌تر به صورت منطقه‌ای (و حتی فرامنطقه‌ای) که اولین بار در اواخر دهه ۱۹۸۰ و ۱۹۹۰ ظهور کرد. از سده بیست و یکم، بیشتر گویندگان دوبلین و حومه‌های آن دارای ویژگی‌های لهجه‌ای هستند که به‌طور متفاوتی در اواسط و همچنین انتهای جدیدتر طیف قرار می‌گیرند، که مجموعاً چیزی را تشکیل می‌دهند که انگلیسی غیرمحلی دوبلینی نامیده می‌شود که توسط طبقه‌های میانی و بالایی به کار می‌رود.
جریان اصلی انگلیسی دوبلینی اساس لهجه معیار ایرلندی شده‌است که دیگر مختص منطقه نیست و در همه جا به جز در شمال کشور رایج شده‌است. با این حال، اکثریت دوبلینی‌هایی که از دهه ۱۹۸۰ به دنیا آمده‌اند (به‌ویژه خانم‌ها) به سمت انگلیسی دوبلینی نو، نوآورانه‌ترین زبان از نظر لهجه و افراطی‌ترین تنوع در رد ویژگی‌های مرتبط با انگلیسی محلی دوبلین، روی آورده‌اند. انگلیسی دوبلینی نو ممکن است در حال پیشی گرفتن از زبان اصلی دوبلین به عنوان گویش معیار کشور باشد.